# Coua corredor
El coua corredor (Coua cursor) és una espècie d'ocell de la família dels cucúlids (Cuculidae) que habita matolls del sud-oest de Madagascar.